# Tringa melanoleuca
Il totano zampegialle maggiore (Tringa melanoleuca, Gmelin 1789) è un uccello della famiglia degli Scolopacidae dell'ordine dei Charadriiformes.

## Sistematica
Tringa melanoleuca non ha sottospecie, è monotipica.

## Distribuzione e habitat
Questo uccello vive in tutto il Nord America e Sud America. È di passo nelle Isole Falkland, nelle Isole Marshall, nell'Europa occidentale e settentrionale, in Italia, Polonia, Repubblica Ceca e Austria, in Giappone, Corea del Sud e Russia orientale.